# The Walking Dead - La strada per Woodbury
The Walking Dead - La strada per Woodbury (The Walking Dead: Rise of the Governor) è un romanzo di genere apocalittico horror del 2011 scritto da Robert_Kirkman e Jay Bonansinga.
Il romanzo è uno spin-off della serie The Walking Dead e ha come protagonista Josh Lee Hamilton, Lilly Caul, Bob Stookey, Megan Lafferty e Scott Moon un piccolo gruppo di sopravvissuti in cerca di salvezza e del loro arrivo a Woodbury.
La strada per Woodbury è il secondo volume di una trilogia di romanzi dedicati a uno dei più famosi antagonisti della serie, il Governatore partendo dalle sue origini per arrivare alla sua totale caduta. I romanzi successivi sono The Walking Dead - La caduta del Governatore e The Walking Dead - La vendetta del Governatore.
È stato tradotto in italiano nel 2014 per Panini Comics.

## Trama
Dopo un attacco al loro campo da parte dei vaganti Josh Lee Hamilton, Lilly Caul, Bob Stookey, Megan Lafferty e Scott Moon sono costretti ad abbandonare il loro accampamento. I cinque vagheranno in giro cercando di sopravvivere nel modo migliore fino a quando non incontreranno Caesar Martinez e i suoi uomini. L'uomo li inviterà a collaborare e a seguirlo nella piccola comunità di Woodbury guidata dal Governatore. Gli eventi narrati sono di poco successivi a quanto successo nel volume The Walking Dead - L'ascesa del Governatore. La piccola comunità non ha delle regole precise ed è dominata dalla violenza. La merce viene fornita attraverso il sistema dello scambio di beni o persone. Lentamente il gruppo si sfalda. Lilly cerca di superare tutte le sue nevrosi e paure grazie alla vicinanza di Josh. Bob viene preso in simpatia dal Governatore che inizia a confidargli gli aspetti più nascosti della sua vita. Scott sparisce nel nulla mentre Megan si prostituisce per avere in cambio cibo e marijuana. Le cose peggiorano irrimediabilmente in un crescendo di violenza e tensione fino a quando Lilly non deciderà che l'unica cosa da fare è eliminare il Governatore.